# 2024年美斯缺陣香港表演賽事件
梅西缺阵香港表演赛發生在2024年2月4日。當時美職聯足球隊國際邁亞密受邀前往香港，與由香港聯賽球員組成的香港聯賽選手隊在香港大球場對決。由於球員利安奴·美斯缺陣，引發現場38,323觀眾中不少球迷的失望，事件延燒至場外，引起許多中國大陸及香港民眾的憤怒。
不少球迷认为，主辦單位出售高昂門票，票價最貴近5,000港元，结果卻不符合期望，入場球迷感到受騙，紛紛高呼「回水」，醞釀場內外不滿和抗議，美斯、班主碧咸、主辦方Tatler Asia的社交媒體均被洗板式抗議。此事引起香港特別行政區政府兩度聲明，亦引起香港社會的高度關注和國際媒體的廣泛報道。

## 背景

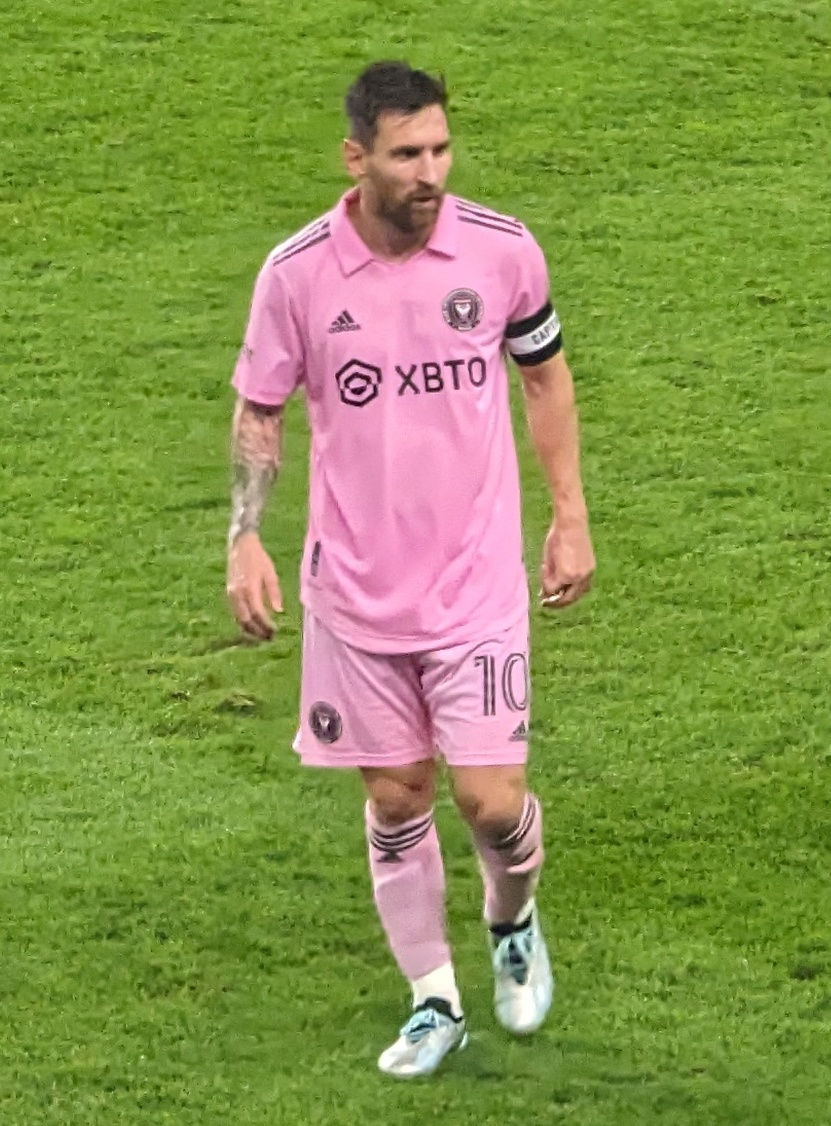
利安奴·美斯

該賽事全稱「Tatler XFEST嘉年華︰香港隊對國際邁阿密CF足球友誼賽」，由雜誌《Tatler Asia》主辦，《Tatler》本身為英國老牌時尚雜誌，過去沒有主辦體育盛事的經驗，訂於2024年2月4日在香港大球場舉行。眾多香港媒體皆報導指，效力於國際邁阿密，包括獲得2022年世界盃冠軍的阿根廷國家隊隊長美斯，及知名球員蘇亞雷斯皆會隨隊赴港，主辦方Tatler Asia亦一直用美斯作招徠賣票，門票價錢由港幣800元至4880元不等，當時已只是天價門票，表演賽所定下的票價，打破了香港所有球賽的最高紀錄，但仍吸引高達200萬名球迷搶購，並在開售1小時內售罄。
國際邁阿密在2023年12月宣布將在2024年2月4日作客香港，在1月19日作客薩爾瓦多。及後球會將到訪沙特阿拉伯，在1月29日及2月1日分別對陣希拉爾和基斯坦奴·朗拿度所效力的艾納斯。而在对阵希拉尔期间，梅西在第87分钟被换下，在对阵艾纳斯期间仅替補出战7分钟。
香港文化體育及旅遊局局長楊潤雄、中國香港足球總會主席霍啟山及主辦方「Tatler Asia」均稱該賽事為香港2024年最矚目的體育盛事之一，此「世界頂尖級足球賽事」將吸引大灣區以至東南亞的旅客到場觀看，「反映了香港作為亞洲盛事之都的吸引力」。
楊潤雄表示在政府與主辦方「Tatler Asia」協商後，指定由《Now TV》直播現場賽事，並稱香港政府提供主辦方港幣1600萬元撥款和場地資助，亦有配套支緩。
《彭博社》報導指，自香港取消嚴格疫情管控以來，國際明星鮮少前往香港，且香港自國安法實施以來，正面臨股市低迷、中華人民共和國經濟放緩的負面影響，因此香港政府舉辦這場活動是為香港造勢和刺激市民消費意欲的舉措。

## 事前

### 機場停機坪歡迎儀式
2024年2月2日，美斯所屬的球隊邁阿密國際於沙特阿拉伯比賽結束後，由主教練赫拉多·馬蒂諾的帶領下，包括美斯、蘇亞雷斯在內共23名球員乘坐10小時專機，於當日下午2時29分（HKT）著陸香港，抵達時球員們面容略顯疲憊。球員們於停機坪拍完合照留念，並無接受採訪，隨後乘坐旅遊巴前往酒店休息。事件後續有報導稱，在球員們合照結束後，司儀曾以英語請球員留步，但一眾球員沒有反應。
據《香港商報》於當日的接機直播顯示，邁阿密國際球隊專機抵達後21:20（球員下飛機），球員們集合合影後便陸續上車27:27（球員大合照），合照結束約10鐘左右，現場記者提到「可能是因為飛機誤點的關係，還沒有看到香港政府代表出來」38:54（記者說明專車未駛離情況），後香港機場代表抵達現場44:22（香港機場代表抵達），與邁阿密國際股東豪爾赫·馬斯、「Tatler Asia」董事會主席兼行政總裁米歇爾·拉穆尼耶（Michel Lamunière）等代表嘉賓們進行了補拍合影。46:30（嘉賓合影）其中邁阿密國際隊伍於下機後26分鐘左右記者於現場報導「車還未離開，球員們正在車上，這個儀式安排得有點問題，球員們未和嘉賓在一起」47:12（現場記者報導），至此球隊於下機至離開前往下榻酒店共停留約30分鐘左右時間。52:18（專車駛離前往酒店）

### 賽前記者會
2024年2月2日，邁阿密國際球隊在抵港後入住香港富麗敦海洋公園酒店，主教練赫拉多·馬蒂諾連同球星蘇亞雷斯為球員代表出席記者會，主教練被問到梅西的傷病情況，教練指出梅西有傷在身，經過早前兩場賽事，需要通過明天的訓練觀察，再評估球員的身體狀況，星期日對港隊時會盡量讓球員上場。

### 球隊公開訓練
2024年2月3日，邁阿密國際球隊於當日下午進行了公開演練，此活動共計39,916人次入場觀賽，訓練賽門票介乎港幣580元至780元。 據報導稱，香港文體旅局、勞倫斯體育公益計劃和足總，免費派發1.5萬張邁阿密國際球隊公開演練門票給基層家庭、青年運動員、殘障運動員和香港學生。此外也有多個商業機構藉此賽事推廣優惠。
《光明日報》在當日的公開訓練進行了跟進報導，布斯克茨等球員率先走入場內進行熱身。大約10分鐘後，梅西從球員通道走出，引爆全場並受到熱烈歡迎，而他也揮手向球迷致意，並參加了球隊的搶圈和慢跑環節，但之後並未加入分組對抗訓練，而是在工作人員的幫助下進行按摩放鬆。此後，蘇亞雷斯進入場內，也基本未參加當天的合練。

### 社區足球訓練營
2024年2月3日，在公開訓練結束後，邁阿密國際參與了社區足球訓練營，包括梅西、碧咸以及眾球員在內，與小球員進行了互相傳球的互動活動。

### 球員見面活動
2024年2月3日，主辦方「Tatler Asia」在同日舉辦限時30分鐘的國際邁阿密球員見面活動，入場費為港幣15萬元，可與該球隊球員互動。「Tatler Asia」另外舉辦國際邁阿密球員簽名會，入場費港幣12萬元。

### 願望成真基金計劃活動
2024年2月3日，香港富麗敦海洋公園酒店作為賽事活動獨家官方酒店，邀請邁阿密國際球隊中的梅西、佐迪艾巴、布斯基斯等三名球星，與香港退役運動員兼殘奧六金得主蘇樺偉、香港特殊奧運會足球隊成員李浩勇、香港傷健共融網絡總幹事莫儉榮，以及願望成真基金的兩位重病兒童會面，進行簽名及合影留念。

### 賽事前夕
2024年2月4日，賽事於當日下午開始，在12時30分（HKT）預先開放入場。本場賽事共吸引38,323名人士購票入場觀賽。在比賽開始的數小時前，邁阿密國際球隊於官方社交平台上公佈了的上陣大名單，其中明列梅西並未進入大名單，蘇亞雷斯則為後備球員；但賽事大會陣容文件及足總網站中的出場名單則顯示梅西為後備球員。

## 過程

### 開賽前夕
邁阿密國際球隊與香港聯賽選手隊在開賽前一小時進場熱身，邁阿密國際方面球星美斯及蘇亞雷斯未出場。多名香港政商影視名人，包括行政長官李家超、財政司司長陳茂波及文化體育及旅遊局局長楊潤雄均出席本場賽事，期間李家超與國際邁亞密球隊班主大衛·碧咸交流，而影星梁朝偉和太太劉嘉玲到場後亦和碧咸傾談及合照。下午3時55分，現場宣讀雙方球員大名單，美斯與蘇亞雷斯則在開球前到達賽場替補席。大會亦安排男子組合MIRROR成員盧瀚霆及姜濤出場作熱身表演，演唱歌曲《ON》、《黑月》和《MONEY》揭開賽事序幕。

### 賽事過程
該場賽事於下午4時07分開始，兩隊開賽後節奏明快，互有攻守，直到40分鐘，羅伯特·泰勒在左邊禁區外射入世界波，協助國際邁阿密1-0領先；3分鐘後，港隊的安尼亞在禁區內射入，為港隊追平。下半場國際邁阿密先由辛特蘭在50分鐘近門建功。比賽第56分鐘，萊昂納多·坎帕納拉開紀錄，禁區內施射得手，國際邁阿密領先至3-1。比賽第63分鐘，邁阿密國際換上兩名前巴塞隆納球星佐迪·艾巴及布斯基斯，其後在85分鐘，邁阿密國際方頭球頂入，最終國際邁亞密球隊以4-1擊敗香港聯賽選手隊，本場比賽梅西與蘇亞雷斯缺陣，兩人於賽事中坐在替補席上觀賽。
據媒體報導，美斯在港隊追平1-1時曾前往更衣室一次。由於許多球迷購票入場的目的只為觀看美斯作賽，在賽事期間現場多次高呼「美斯」。在賽後，本場賽事因美斯等球星未上場比賽，引發不少現場球迷的憤怒並要求退票，也有球迷在球賽未結束時離場。大會安排鄧紫棋壓軸出場表演，演唱英語聖詩《Amazing Grace》及以西班牙語歌曲《Gloria》，當她出場唱歌表演時，不少現場球迷依然群情洶湧。

### 賽後頒獎
邁阿密國際與香港聯賽選手隊的比賽結束後，主辦方安排了頒獎儀式，由獲勝隊伍接受頒獎並合照留念。班主碧咸代表國際邁亞密進行落場發言，期間噓聲無間，現場主持不得出聲提醒在場觀眾尊重碧咸。碧咸則於發言中感謝香港人盛情款待，並表示有機會會再來香港，語畢後隨即繞場一周向球迷致謝，期間曾向一名衝入球場的球迷擁抱兼簽名自拍。有球迷在賽事後踢宣傳板，踢甩美斯頭像以洩失望的情緒。

### 賽後記者會
比賽結束後，主教練赫拉多·馬蒂諾出席賽後記者會，他先是感謝香港人連日來的熱情支持，並對於隊內兩大球星的缺陣進行了解釋「這是我們和整個醫療團隊共同決定（美斯和蘇亞雷斯不會落場），我們已經檢查了他們的身體狀况，團隊認為如果讓這兩名球員落場比賽，會有很大風險，我理解球迷們非常失望，希望得到球迷原諒。我們曾經考慮是否給他們上陣一段短時間，但風險真的太大」。他補充，美斯肌肉有炎症，醫療團隊過去數天一直評估其狀況，亦有出席昨晚公開訓練，但由於情況未有好轉，加上美職聯賽月底開賽，在今早評估後決定讓他今場休息；蘇亞雷斯則在上場沙特阿拉伯友誼賽中撞傷膝蓋導致發炎，因此今日未能上陣。

## 事後

### 邁阿密國際離港
2024年2月5日，國際邁亞密在比賽翌日中午離開香港，並在傍晚抵達日本東京，以備戰在2月7日晚上對陣日職球會神戶勝利船的表演賽。國際邁亞密在2月6日進行了賽前訓練，美斯隨隊參與了訓練，球隊於隔日2月7日與神戶勝利船進行友誼賽，蘇亞雷斯於本場比賽首發上場，梅西則在比賽第60分鐘替補出場，最終國際邁阿密與神戶勝利船以0-0結束常規比賽時間，以十二碼罰球分出比賽勝負，梅西則未參與罰球，神戶勝利船最終以4-3勝出。此日本行使得香港媒體報導，並質疑梅西的傷勢狀況。
在事件引起歐美媒體關注後，曾有傳媒發現蘋果公司串流影片平台Apple TV+的直播節目表上原定在2月7日對陣神戶勝利船的賽事消失，僅顯示國際邁阿密的下一場比賽為在2月16日對陣紐維爾舊生，引起傳媒猜測國際邁阿密或會取消在日本東京對陣神戶勝利船的表演賽，提早回到美國。美國職業足球大聯盟後澄清稱，刪除是由於後勤困難。邁阿密國際仍照常前往日本比賽。

### 合約爭議
香港多份媒體報導，香港政府給予主辦方「Tatler Asia」的贊助金條件，訂明美斯必須出場至少45分鐘，並在賽後以隊長身份領獎以及向球迷發言，但在賽事當日，美斯在賽後大合照中站在後排位置，並在拍攝完畢後直接返回更衣室。賽後香港政府曾兩度發文表示極度失望，並宣布取消原定安排國際邁阿密賽後訪問啟德體育園的行程。
據《香港01》報導指，事實上港府在賽事前要求美斯在維多利亞港遊船河、參觀啟德體育園等活動向國際宣傳香港，並與香港市民交流，並開出一份100萬港元的報酬合約，不過國際邁阿密早於表演賽前已拒絕。直到美斯在賽後至2月5日離港抵達日本為止，都未曾離開下榻的酒店。有報導根據報告推算做出對比，美斯一篇Instagram貼文價值高達2000萬港元。
2024年2月11日，隨著部分合約內容的曝光，事件輿論出現了不同的聲音，港媒問責对象包括中国香港足总主席霍启山，与其胞兄香港立法會議員霍启刚，披露賽事由霍启山找的主办方，霍启刚拍的板，與邁阿密國際签了金額較便宜的“非强制梅西上场合约”，合约金额比迈阿密国际最初的开价少了3,000万港币，导致其未受强制性的违约规定，因此梅西不保证出场。迈阿密国际与神户胜利船於7日的友谊赛，双方签的則是高价强制出场合约，因此梅西尽管腿伤不适，最后半小时仍因合約責任必須上场亮相。
香港《南華早報》於報導中寫到，主辦單位對「確保明星球員參加表演賽」的協議諱莫如深，組織者對梅西是否會在邁阿密國際對陣香港隊的表演賽中亮相上場一事含糊其辭，儘管球迷們花費龐大的金額購買門票，但還沒有達成任何協議。但香港政府相關人士對此說法提出異議，提到合同條款明確規定梅西將參加比賽，除非生病或受傷，「組織者」必須履行合同。賽事組織者「Tatler Asia」米歇爾·拉穆尼耶（Michel Lamunière）則回應「追根結底，教練將決定誰參加比賽以及比賽時長」並補充道「邁阿密國際有一些明星球員，這些明星球員將會出現在球場上。」暗示沒有任何協議保證梅西能夠參加比賽。
2024年1月11日，直播吧報導，提到合同写明梅西不保证出场一事，认为该条款将成为这场比赛最大的未知数。其文章中談到明星效应可能会带来一些隐忧。过度依赖巨星效应可能导致体育赛事本身的价值被淡化，球队是否只因明星而兴旺，是否能够在没有巨星参与的情况下依然吸引球迷，成为了一些体育管理者需要深思的问题。谨慎指出在追逐明星效应的同时，体育赛事管理方也需审慎权衡，保持对体育本质的尊重和坚守，不让赛场失去其竞技的真谛。

### 香港特區官員聲明
由於香港特別行政區政府為此賽事提供資金支持和場地協調，因此港府在賽後對於美斯的缺陣感到失望和不滿，此賽事也引發多名香港政治人物質疑香港是否能夠締造「盛事之都」的期望。
2024年2月4日，香港政府於賽後當晚下午7時32分發表首份聲明，表示政府和一众球迷对主办单位的安排感到极度失望，主办单位欠球迷一个解释
，且將根据协议条款与主办单位跟进，包括可能因应美斯未能出场而扣减赞助主辦方「Tatler Asia」的款项。當晚下午10時54分發表次份聲明，斥責主辦方未能尽快详细交代和解释，並說明此次活动获大型体育活动事务委员会颁授「M品牌」认可，以及1500万港元的赞助款项，和100萬元場地補助金。
2024年2月5日，香港文化體育及旅遊局局長楊潤雄在记者会上表示，港府與主辦方「Tatler Asia」簽訂的合約有要求，除非有安全或健康狀況問題，否則美斯必須出場至少45分鐘。但完場前10分鐘才確認他無法上陣，多番提出補救措施亦不成功。楊潤雄表示，主辦方並沒有告訴港府美斯因傷而不能上陣。而港府也經主辦方向邁阿密國際轉達只要美斯出場，甚至是出席頒獎禮或向球迷作出交待，皆可接受，但美斯方並未回應。楊潤雄質疑主辦方與國際邁亞密的溝通存在問題。且港府还没有向球赛主办方Tatler撥款资助金，主办方有责任向公众及球迷交代清楚。截至2月9日，消費者委員會接获1,100宗投诉，涉款总额逾693万港元；海关接获211宗举报。當局提醒門票持有人保留門票、收據等憑證，以便日後追討。不過，有傳媒引述市場消息稱，主辦方「Tatler Asia」與邁阿密國際的合約僅承諾「大牌球員」登場，未提到美斯或蘇亞雷斯。
2024年2月6日，香港文化體育及旅遊局局長楊潤雄於港台節目《千禧年代》採訪中對媒體承認，政府批准撥款支持活動時，沒有審視主辦方與球會之間的協議，解釋因涉「敏感商業資料」，政府不需要掌握。他稱事件不僅涉政府與主辦方的關係，「Tatler Asia」雖已撤回「M品牌」贊助申請，但仍要向一眾入場球迷交代。
2024年2月6日，特首李家超出席行政會議前見記者稱，將指示部門認真檢視事件及「M品牌」資助機制，包括政府日後在協助舉辦大型活動的監督角色、責任和要求，例如要求主辦單位須提早擬定和提供後備計劃、優化安排，以及要求有清晰、準確和即時信息發放。

### 主辦方Tatler Asia聲明
2024年2月5日下午6時，在邁阿密國際球隊離港後，「Tatler Asia」董事會主席兼行政總裁米歇爾·拉穆尼耶（Michel Lamunière）召開記者會，記者會歷時僅6分鐘讀聲明，不設記者提問環節，宣布撤回政府「M品牌」的1,600萬港元資助申請。
主辦單位於聲明中表示，對於美斯缺陣一事，起初國際邁阿密主教練馬天奴交出的參賽名單中，均包括美斯及蘇亞雷斯，故相信兩者都有機會參賽，但上半場結束後，國際邁阿密管理層表示美斯因傷無法作賽，大會得悉後便立即告知政府，並嘗試安排美斯發表講話，卻無功而回。並稱「儘管有報導指主辦方在開賽前已知悉情況，但Tatler並沒有得到任何關於美斯或蘇亞雷斯缺席比賽的消息」，並指對蘇亞雷斯及美斯缺陣，令他們同樣感到失望。
2024年2月15日，賽事組織者米歇爾·拉穆尼耶（Michel Lamunière）接受《The Athletic》專訪稱自己是在「比賽開始前15分鐘」才發現梅西不會上場，這與賽後翌日主辦方聲明中的「半場結束才獲悉美斯無法出賽」前後說法有所出入。他續稱「上半場剩下的時間都在努力尋找梅西在球場上踢球、說話和走動的解決方案」並補充道「根據Tatler和邁阿密國際之間的協議規定，梅西以及明星隊友布斯克茨、佐迪艾巴、蘇亞雷斯除非受傷，否則必須至少上場45分鐘」。然而儘管梅西和蘇亞雷斯方面為傷缺，但佐迪艾巴和布斯克茨的上陣時間也未達45分鐘。是否表示邁阿密國際方面違反了協議，還是Tatler與其的合同內容實際並不構成違約，目前仍不得而知。對此組織者並無正面回應，但表示「我們正在評估所有選項並與所有合作夥伴討論可能的解決方案。這不僅包括邁阿密國際，還有所有相關方、香港政府和代理人。我們一直持續與俱樂部、包括與班主碧咸保持著的溝通」。

### M品牌
由於根據港府大型體育活動申請指引，在正常情況下，需要資助的「M品牌」活動，需要6個月的審批時間，2024年首季活動申請死線應在2023年6月底前完成。但據外媒《CNBC》於2023年12月7日報道，「Tatler Asia」當時才剛與邁阿密國際班主碧咸達成交易約一周時間，敲定球隊訪港。換言之，敲定美斯訪港至獲批「M品牌」，只相隔約一個半月。
2024年2月8日，該會的主席吳守基透過媒體回應，指部份大型項目會「特事特辦」，是根據意見書去審批，與主辦單位的合約提及「出賽45分鐘的要求」，委員會在幾方面考慮，包括認為活動可推動香港的經濟、香港體育發展，故同意項目。他亦表示，不知道主辦方「Tatler Asia」如何與邁阿密國際溝通。

### 網路輿論風波
梅西缺陣香港賽事造成大量的網路輿論風波，不少中國大陸及香港的民眾討論「此次賽事活動舉辦是否涉嫌預謀操作、是否有某方涉及違約」。即主辦方是否提前知悉美斯的傷勢，包括比賽當天的狀況，若邁阿密國際方面構成違約，主辦方應當進行起訴。在美斯缺陣的事件中，港府、主辦方、俱樂部所扮演的角色分別為何，包含三方合同細節等，仍然需要花大量時間釐清，主辦方的積極回應為重要關鍵。
另也有民眾討論「此次賽事舉辦是否只是單純的商業糾紛」。隨著辱華輿論逐漸發酵，事態升級，在當今的國際政治大環境下，此賽事事件甚至被當作某些陰謀論的有力佐證，類似邁亞密國際老闆的父親曾在中央情報局任職（儘管他已經在1997年去世）等捕風捉影的消息甚囂塵上。其中梅西於球隊賽後頒獎儀式時，繞過了香港特首李家超等港府官員的握手隊伍，僅在大合照時站在隊伍角落的舉動，在網路上流傳並發酵，並有媒體報導解讀，梅西繞道隊伍，是刻意迴避與遭美國政府因「侵犯香港人權」制裁、且被拒入境參加2023年美國APEC峰會的特首李家超的握手，臆度是因他曾於2017年透過香港人贈送簽名照給其粉絲劉曉波——因「在中國為基本人權持久而非暴力的奮鬥」獲2010年諾貝爾和平獎的人士。此事引發不少中國大陸及香港的網路民眾熱議，稱其缺陣這次香港賽事，不排除背後有「政治動機」。梅西的社群媒體平台Instagram和微博上遭遇了猛烈抨擊，並有大量網路民眾湧入阿根廷駐華大使館微博下留言稱「福克蘭群島是英國的」。

## 收入

### 主辦方收支
據統計，這場賽事的僅門票收入已達約1.2億港元，而公開演練的門票收入亦超過1100萬元。主辦方「Tatler Asia」亦有發售數量限定的VIP套餐，包括比賽日的VIP門票，見面會門票，及各樣VIP限定商品，售價為15萬元。主辦方另舉辦了入場費為12萬元的簽名會。主辦方在賽事前夕便推出了一系列賽事的週邊商品，包括圍巾，外套等，在公開操練及正賽期間於球場商店發售。另外主办方必須向迈阿密国际俱乐部支付650万美元出場費。
此外，這項盛事吸引一系列贊助商和合作夥伴，包括保誠香港、香港富麗敦海洋公園酒店、中國香港足球總會、香港國際機場、香港旅遊發展局、萬事達卡等，唯具體贊助金額不明。

### 退款事宜
2024年2月9日，主辦方「Tatler Asia」在公佈中提到期望解決問題，並邀請消費者委員會參與討論，強調公司不會逃避作為主辦單位應負的責任，主辦單位宣布將會為透過官方渠道購買比賽日門票的公眾，提供50%的退款，有關退款安排的詳情則於3月中前作另行通知。
2024年3月18日，Tatler Asia公布退款安排，所有透過官方渠道購買比賽日門票的公眾會收到電郵通知，並須於4月12日前回覆確認。退款在截止日期後的30天內進行處理。

## 各界反應

### 香港政府
因擔心有人衝擊球隊下榻酒店，香港警方在酒店外設置封鎖線戒備。多方媒體報導，雖然國際邁阿密沒有出席香港政府安排的公開活動，但美斯與隊友於訪港期間仍有抽空與罹患癌症的兒童球迷會面及合照，並送上有親筆簽名的照片。
梅西在日本上場後，香港政府表示，迈阿密国际球队教练之前說梅西因伤不能在香港出赛，但梅西在日本却上阵出赛，而且在球場上有長時間的激烈运动，香港市民都有不少疑问，政府希望主办方及球队能向香港市民作合理解释。
在主辦方「Tatler Asia」宣布將進行50%的門票退款的決定後，香港政府表示歡迎，認為主辦方賠償方案是負責任的做法，顯示其積極承擔的態度，同時寄望國際邁阿密球隊能向香港市民和來港觀賽球迷作合理解釋。

### Tatler Asia
早在2024年1月11日便有媒體報導，比赛的组织方公开表示，他们无法保证梅西一定会出场。尽管没有梅西出场的保证，但目前这场比赛的球票已接近售罄，當時的最新数据显示，最低票价为2194元人民币。
2024年2月9日，「Tatler Asia」发文，除向球迷致歉外，还承诺向所有到场球迷提供50%的退款。據報導顯示，此举预计将使「Tatler Asia」由原本的盈利1300万港元转为亏蚀4300万港元。「Tatler Asia」还表示，“球迷似乎未有得到应有的尊重”，「Tatler Asia」曾要求迈阿密国际的班主碧咸及管理层敦促梅西在球迷面前亮相，并亲自向球迷解释未能上阵的原因，但并未得到回应；梅西和苏亚雷斯于2月7日在日本的赛事中上场比赛，更让「Tatler Asia」感到“又被打了一记响亮的耳光”。

### 國際邁亞密
早在2024年2月1日，國際邁亞密於沙特阿拉伯與艾納斯踢熱身賽，美斯只在最後替補上陣7分鐘時，便有報導指出美斯於周一（1月29日）對陣希拉爾一仗後感到不適，周三（1月31日）嘗試操練，但依然感到不妥，並接受磁力共振檢查。教練團原本想讓美斯休息幾天，不讓他在2月1日上陣，但據指因合約責任，最終替補上場了7分鐘。
國際邁亞密球會主教練馬天奴，於香港行賽前記者會上表明美斯有傷在身，他提到由於球隊經歷兩場緊湊的比賽，所以需要對球員的身體狀況作出評估，並表示會盡量讓球員上場。
韓國媒體《中央日報》及英國媒體《每日郵報》引述馬天奴指，由於美斯的肌肉發炎，故在2月4日，賽事當日早上，國際邁亞密的醫療團隊告知美斯不適宜出場，而蘇亞雷斯的傷勢與美斯相約。他表示「我們明白球迷對里奧（美斯）缺陣感到非常失望，謹此盼球迷見諒。」

### 美斯
2024年2月6日，美斯於日本出席記者會中，談到了缺陣香港友誼賽的問題，他說上週在沙烏地阿拉伯的兩場比賽中，第一場比賽中他的髖部內收肌（大腿內側肌群）出現水腫現象，肌肉有些疲勞。儘管核磁共振沒有發現具體損傷，但仍然感到不適。梅西表示，這次受傷是不幸的情況，如果有機會，他希望能再次到香港比賽。
2024年2月7日，梅西在微博以中文和西班牙語發文，於文中表示他的內收肌（大腿內側肌群）有傷，所以無法在香港出場，再度表達了遺憾。
2024年2月19日，梅西再度通過微博发布视频，否認自己是因為政治原因或其他原因缺陣比賽，並強調自己是因為内收肌炎症，考慮到有加劇傷情的風險而未上場，並且在沙特的第一場友谊赛就已感到不適，在日本賽前傷情稍微好轉，為了盡快恢復狀態而替補出賽。

### 中國香港足球總會
2024年2月4日，中國香港足球總會會長貝鈞奇向傳媒表示足總非洽談方，不知道合約內容，亦不知道有否訂明某些球星必須落場。
2024年2月9日，中國香港足球總會會長貝鈞奇接受鳳凰網專訪時透露稱，香港足总在此事中處於被動狀態。邁阿密國際原定去年11月到上海作賽，由上海一家體育公司安排舉辦，最終因批文未過而無法成行，由於上海方面已付訂金，圈中經紀人接觸貝鈞奇，希望香港能夠承接，「差不多有1000万的美金，就是说费用要给球队，另外，他们已经付了300万美金的定金，这个是他们的传闻。」對於球隊出場費用，貝鈞奇述出與主辦方「Tatler Asia」所支付的650万美元不同的金額，當時他斷言拒絕承接，認為金額不合理，因此後續没有再接触过。後香港政府促成此次邁阿密國際訪港賽事，最後改期至今年訪港。

### 香港立法會議員
香港立法會議員霍啟剛多次於社交平台上發文譴責主辦方「Tatler Asia」以及邁阿密國際，認為他們兩方都有責任，前者以梅西做招牌吸引大量球迷，後者收了天價酬勞卻讓球迷敗興而歸，同樣欠香港市民一個道歉和交代。2024年3月6日，霍启刚在北京参加两会期间对此事发表了新的看法：“某某人的事件，兔年已经过去，龙年已经到来，希望可以抱着一个向前看的心态去看。”
香港立法會議員江玉歡則關注政府與主辦方在處理贊助金以外，有否簽任何協議要求為失約而履責。她認為政府有需要加強監察角色，包括要求就隊員缺場提早通知等，否則對方僅輕易撤回資助就無其他後果，有如「為他人作嫁衣裳」。
香港立法會議員葉劉淑儀於2024年2月7日晚上在社交平台上提議禁止梅西入境香港。
香港立法會議員鄧家彪於2024年2月8日前往小額錢債審裁處，跟進早前接獲的求助個案，要求主辦方「Tatler Asia」向受影響的消費者交代更多細節，及設立退款保障機制，否則會正式啟動入稟，討回門票保障消費者權益。
香港立法會議員吳傑莊曾傳致函內會，要求商討動用《特權法》調查「美斯之亂」，並傳召主辦機構相關人士及索取相關合約和文件。但隨後本人回覆《香港01》媒體表示此為「美麗的誤會」，解釋與助手商討協助現場球迷討回公道的方法，同時令主辦方出面解釋箇中因由，故列出包括以《特權法》調查事件等方法，及後向議員就事件交流意見後作罷。律師出身的議員江玉歡認為，行使《特權法》的前題，是政府要與美斯所屬的球隊國際邁亞密「有關係」，即有簽署合約。並質疑即使行使《特權法》，是否有能力傳召遠在美國的國際邁亞密CF代表，甚至美斯本人到立法會就事件解畫。她認為事件可循「合約精神」、「合約條例」處理，並提醒香港政府及社會大眾冷靜，擔心處理不當反令香港淪國際笑話。

### 國際社會
事件發酵後隨即被彭博社、《每日郵報》、CNN、BBC、時代雜誌、NBC、France 24等歐美新聞媒體報道。
美國新聞頻道CNN亦有派員現場直播，並將這次事件稱為「美斯之亂（Messi Mess）」。負責直播的記者克莉絲汀·盧·斯陶特（Kristie Lu Stout）翌日在社交媒體X上為香港球迷發聲，表示「香港球迷只是希望能夠觀看一場精彩的足球比賽，欣賞心愛的英雄在球場上獻技，但這個希望在昨晚被破滅了。」
專責報導美職聯球隊費城聯的獨立體育記者荷西·羅貝托·努涅斯（José Roberto Nuñez）在社交媒體X上整合事件，並諷刺國際邁阿密這次「偉大」的巡迴賽「做得好」，為美職聯在全世界留下一個「美好印象」。
新加坡《聯合早報》發表社論，指出「纵观此事，本质上不过是买票入场观众与表演赛主办方的消费权益之争」，並續指「在友谊赛中，主力队员不上场是常有之事，当友谊赛升格成为商业表演赛，明星球员的出场则会成为合同交涉的重要一环，主辦方的协商对象應将不只是俱樂部一方，很多时候也要和球员本身或其经纪公司商量，同时也得付出相应的薪酬。」對於事件透過網路延燒上升至政治風波一事，文中敘述「梅西的不上场被解读成辱华行为，包括赛后避开与政界人物接触而被安上恶意踩低香港和看低华人种种莫名之罪。」分析並形容此事為「荒谬却滑稽」。

### 其他
2024年2月4日，表演賽當天香港女演員高海寧作為入場觀看球賽的觀眾之一，於賽後她表示聽說美斯受傷，對於美斯未有下場比賽自己對此能體諒，並說美斯也在場邊坐足了90分鐘，但也指「許多遠道而來的粉絲們，面對當天的情況，肯定還是會感到失落和傷心」。此番言論傳出後，高海寧「體諒美斯」的言論受到批評。2024年2月7日，高海寧在個人社交平台發聲明表示先前只知片面變便發表言論是不妥的，並對此公開道歉。
2024年2月5日，香港教育大學健康與體育學系副系主任雷雄德就此事件發表個人看法，指「看美斯落機時一路行，不像是有嚴重傷患，到草場有準備練練球也好，應該要穿球靴，蘇亞雷斯有穿波靴，但美斯只穿波鞋」，質疑美斯所謂「受肌肉炎症困擾」只是公關技倆。觀眾買了昂貴門票會有合理期望，但結果與期望落差太遠，球隊未達表演性質。
2024年2月7日，中國大陸官媒《環球時報》發表一篇題為《梅西在踢一場事關誠信的比賽》社論，的社評稱指大家都能理解「球员的健康是第一位的」，但「问题在于主办方此前一直声称梅西会登场，这让球迷感到受了欺骗。梅西没有在现场采取任何安抚失望球迷的行为，事后的声明中也没有提道歉，还表示希望『有机会回来』，这更让原本就感觉受骗的球迷觉得没有受到尊重。」文章稱事件引發外界許多猜測，指其中一種說法是，「其做法有政治动机，香港有意打造盛事经济，有外部势力故意要借此让香港难堪」。不排除外部勢力故意讓香港難堪同時表示，有西方媒体拿事件抹黑香港，说影响了香港的国际形象和声誉，形容是「胡说八道」。
2024年2月9日，一位於英超俱樂部工作的匿名醫療人員接受了The Athletic的訪問並就此事件發表個人看法，「由於肌肉水腫或炎症而錯過訓練或比賽肯定是可能的」他說「特別是在賽季期間，競技比賽的需求可能會加劇這種情況。」指出「三天后他上場的事實表明這是一個小問題，但這並不完全意味著他可以而且應該在那之前上場。」最後道「儘管我知道這對於商業方面來說是多麼地令人沮喪」。
2024年2月11日，前央視體育主持人王濤，於抖音分析美斯缺陣在香港的表演賽，和事件釀成「災難」的原因。其中他表示這次香港行，主辦方「Tatler Asia」對美斯和邁阿密國際的這個項目缺少運作經驗。整件事實際上即使是在中場休息時仍然還有可以回轉的餘地，錯誤的操作與溝通致使這件事最終還是走向了無法挽回的結果。
香港前財政司司長曾俊華作為4日有購票入場的觀眾之一，於社交平台上撰文，表示覺得非常失望，直言賽前沒想到梅西不會落場。但他寫到，事件演變成國際事件是「好事變壞事」，又特別指出如果動輒將事件提升至政治層面，無可避免會影響到香港的國際名聲。

## 影響
2024年2月9日晚，杭州市体育局在官方微信公众号发布声明，鉴于“目前众所周知的原因”，“该赛事举办条件不成熟”，阿根廷足球队于3月在杭州举行的友谊赛取消。2月10日，北京市足球运动协会表示北京没有举办梅西参加的相关比赛的计划。
在中國大陸方面，梅西個人曾為包括但不限於華為、奇瑞汽車、騰訊、蒙牛、赤水河酒和極兔速遞等做品牌代言人。此事件於中國大陸及香港的互联网持續發酵轉而升級為政治風波後，促起網路民眾對於梅西個人代言品牌的抵制聲浪，要求品牌與梅西解約。其中騰訊旗下遊戲王者榮耀回應並未將角色“裴擒虎”的美斯皮肤下架，因為該遊戲和梅西的合作权益已过期且雙方没有就此续约，已購買該皮膚的玩家仍然可以使用；而極兔快遞則表示抖音同名賬號並非由該企業控制，該賬號發表的支持美斯觀點不代表公司立場，但未正式回應代言人是否更換。
中国中央电视台体育频道的足球专题节目《天下足球》，其节目片头出现的画面原先有美斯率領阿根廷在世界盃奪冠的畫面，但在2月12日播出的节目则替换为菲利普·拉姆以德国队队长身份夺得世界盃冠军的画面。而節目此前評選的年度百大进球中，來自美斯的进球部分也被替換。然《天下足球》在替換下梅西的畫面後，再度惹來另一番「辱華」爭議，原因是替換上的拉姆，曾經公開批評過中國大陸和卡塔爾的人權問題，在當年積極呼籲民主國家的運動員表達自己的政治態度。2月19日，《天下足球》停用该版片头，更换为以当赛季主流联赛球员及教练庆祝画面为主的片头。
中國大陸《新闻联播天气预报》的城市预报部分中，原先在贵阳预报时段插入，由梅西代言的赤水河酒广告位也被替换为贵阳的城市风光图。及后至2月20日，赤水河酒在京东开设的自营旗舰店已将全部商品下架且无法检索，至于下架原因客服回避了梅西事件，表示“店铺产品目前在调整和优化过程中”。3月13日，赤水河酒重新上架，仍带有梅西代言的照片。
2024年4月23日，中国足协发布《中国足球协会国际赛事备案与监管规程》，规定在中国大陆举办的国际足球赛事在启动售票前要告知主要球星出场条款及违约后的处理方案，亦规定了比赛的备案程序。该规定因在此次事件后出炉被中国大陆球迷戏称为“梅西条款”。受此条款影响，中国大陆2024年全年均未举办一场国外球队参加的商业比赛，在2023年“6.15”商业赛取得成功后再次陷入低潮。

## 类似事件
- 尤文圖斯—K聯賽友誼賽（朝鲜语：팀 K리그 대 유벤투스 FC）：2019年7月26日在韓國首爾舉行的友誼賽，因未按約定上場造成韓國球迷憤怒。

## 外部連結
- 賽事官方網站 （页面存档备份，存于）